# Arrondissement di Lilla
L'arrondissement di Lilla è una suddivisione amministrativa francese del dipartimento Nord in Alta Francia.

## Composizione
- Cantone di Armentières, che comprende 8 comuni:
  - Armentières, Bois-Grenier, Capinghem, Erquinghem-Lys, Frelinghien, Houplines, La Chapelle-d'Armentières e Prémesques
- Cantone di La Bassée, che comprende 11 comuni:
  - Aubers, La Bassée, Fournes-en-Weppes, Fromelles, Hantay, Herlies, Illies, Marquillies, Sainghin-en-Weppes, Salomé e Wicres
- Cantone di Cysoing, che comprende 14 comuni:
  - Bachy, Bourghelles, Bouvines, Camphin-en-Pévèle, Cappelle-en-Pévèle, Cobrieux, Cysoing, Genech, Louvil, Mouchin, Péronne-en-Mélantois, Sainghin-en-Mélantois, Templeuve e Wannehain
- Cantone di Haubourdin, che comprende 5 comuni:
  - Emmerin, Haubourdin, Loos, Santes e Wavrin
- Cantone di Lannoy, che comprende 13 comuni:
  - Anstaing, Baisieux, Chéreng, Forest-sur-Marque, Gruson, Hem, Lannoy, Leers, Lys-lez-Lannoy, Sailly-lez-Lannoy, Toufflers, Tressin e Willems
- Cantone di Lilla-Centre, che comprende una parte del comune di Lilla
- Cantone di Lilla-Est, che comprende una parte del comune di Lilla
- Cantone di Lilla-Nord, che comprende 2 comuni:
  - La Madeleine e Lilla
- Cantone di Lilla-Nord-Est, che comprende 2 comuni:
  - Lilla e Mons-en-Barœul
- Cantone di Lilla-Ovest, che comprende 5 comuni:
  - Lambersart, Lilla, Marquette-lez-Lille, Saint-André-lez-Lille e Wambrechies
- Cantone di Lilla-Sud, che comprende una parte del comune di Lilla
- Cantone di Lilla-Sud-Est, che comprende 4 comuni:
  - Faches-Thumesnil, Lezennes, Lilla e Ronchin
- Cantone di Lilla-Sud-Ovest, che comprende una parte del comune di Lilla
- Cantone di Lomme, che comprende 10 comuni:
  - Beaucamps-Ligny, Englos, Ennetières-en-Weppes, Erquinghem-le-Sec, Escobecques, Hallennes-lez-Haubourdin, Le Maisnil, Lomme, Radinghem-en-Weppes e Sequedin
- Cantone di Marcq-en-Barœul, che comprende 2 comuni:
  - Bondues e Marcq-en-Barœul
- Cantone di Pont-à-Marcq, che comprende 15 comuni:
  - Attiches, Avelin, Bersée, Ennevelin, Fretin, La Neuville, Mérignies, Moncheaux, Mons-en-Pévèle, Ostricourt, Phalempin, Pont-à-Marcq, Thumeries, Tourmignies e Wahagnies
- Cantone di Quesnoy-sur-Deûle, che comprende 8 comuni:
  - Comines, Deûlémont, Lompret, Pérenchies, Quesnoy-sur-Deûle, Verlinghem, Warneton e Wervicq-Sud
- Cantone di Roubaix-Centre, che comprende una parte del comune di Roubaix
- Cantone di Roubaix-Est, che comprende 2 comuni:
  - Roubaix e Wattrelos
- Cantone di Roubaix-Nord, che comprende 2 comuni:
  - Roubaix e Wattrelos
- Cantone di Roubaix-Ovest, che comprende 3 comuni:
  - Croix, Roubaix e Wasquehal
- Cantone di Seclin-Nord, che comprende 7 comuni:
  - Houplin-Ancoisne, Lesquin, Noyelles-lès-Seclin, Seclin, Templemars, Vendeville e Wattignies
- Cantone di Seclin-Sud, che comprende 11 comuni:
  - Allennes-les-Marais, Annœullin, Bauvin, Camphin-en-Carembault, Carnin, Chemy, Don, Gondecourt, Herrin, Provin e Seclin
- Cantone di Tourcoing-Nord, che comprende 5 comuni:
  - Bousbecque, Halluin, Linselles, Roncq e Tourcoing
- Cantone di Tourcoing-Nord-Est, che comprende 2 comuni:
  - Neuville-en-Ferrain e Tourcoing
- Cantone di Tourcoing-Sud, che comprende 2 comuni:
  - Mouvaux e Tourcoing
- Cantone di Villeneuve-d'Ascq-Nord, che comprende una parte del comune di Villeneuve-d'Ascq
- Cantone di Villeneuve-d'Ascq-Sud, che comprende una parte del comune di Villeneuve-d'Ascq